# Theodor Hoffa
Theodor Hoffa (* 11. August 1872 in Victoria West, Kapkolonie; † 22. Januar 1946 in Johannesburg) war ein Kinderarzt, Sozialfürsorger und Mitglied der Bekennenden Kirche.
Hoffa hieß ursprünglich mit Nachnamen Cohn; die Familie war jüdischer Herkunft, hatte sich aber schon lange vom Judentum losgesagt. Im Vorfeld seiner Heirat nahm Hoffa den Geburtsnamen seiner Mutter als Nachnamen an.
Hoffa war ab 1897 Kinderarzt in Barmen, heute ein Stadtteil von Wuppertal. 1907 wurde er zum städtischen Kinderarzt und Sanitätsrat ernannt. Nach seinen Plänen entstand 1907 das Barmer Säuglingsheim, eines der ersten Säuglingskrankenhäuser in Deutschland. Auf seine Initiative hin erfolgte auch die Einrichtung der ersten Mütterberatungsstelle im Jahr 1908 und 1920 die des städtischen Mütter- und Säuglingsheims in Barmen. Zu Themen seines Fachgebiets schrieb er zahlreiche Publikationen.
Hoffa war Teilnehmer der Barmer Bekenntnissynode. Kurze Zeit später war er Mitunterzeichner einer Resolution an NS-Innenminister Wilhelm Frick, die sich gegen eine neue, die Gleichschaltung beabsichtigende Kirchenordnung wandte. 1934 wurde er aus dem städtischen Dienst entlassen. 1939 emigrierte er nach Südafrika.
An Theodor Hoffa erinnert heute eine Straße in Wuppertal.